# Tarto maa rahwa Näddali-Leht
Tarto maa rahwa Näddali-Leht (Tartui Népi Hetilap) az egyik legelső észt nyelven megjelent folyóirat. 

## Története
Első száma 1806. március 1-én jelent meg Tartuban, a lapot Gustav Adolph Oldekop põlvai lelkész, Johann Philipp Roth kanepi-i lelkész és Carl August von Roth võrui iskolafelügyelő adták ki, segítőjük Georg Philipp August von Roth, Johann Philipp von Roth fia volt, aki később a Tartui Egyetemen az észt és a finn nyelv tanára lett. A lapot Johann Michael Grenzius, a Tartui Egyetem kiadója nyomtatta, a cenzor az egyetem első észt nyelvű oktatója, Friedrich David Lenz volt. A legkorábbi észt nyelvű folyóirattól, a Lühhike öppetus-tól eltérően a lap célja nem csupán a mindennapi életet segítő gyakorlati tanácsok megosztása, hanem a nagyvilág híreinek közlése is volt. A hírrovatot a kor szokásának megfelelően más lapokból átvett cikkekkel is feltöltötték, fő hírforrásuk a Dörptsche Zeitung volt. A két lap külső megjelenésében is sok hasonlóság volt. Az olvasók olvashattak az akkor trónra lépett I. Sándor orosz cárról, börtönből szökött rabokról, lótolvajokról, himlőről, az olaszországi földrengésről, stb.
A balti német nemesség panasszal fordult az orosz cári kormányhoz a lap miatt, azt állítva, hogy aláássa parasztok uraik iránti engedelmességét. A cár döntése alapján a lapot 1806 végén betiltották s minden elérhető példányát megsemmisítették. Ez a megsemmisítés oly alapos volt, hogy sokáig egyetlen példány sem volt ismeretes belőle, csak az 1960-as években kerültek elő Friedrich David Lenz, a cenzor jelentéseinek másolatai a szentpétervári levéltárban. Csupán 1995-ben találta meg Tõnu-Andrus Tannberg a lap tíz eredeti számát (1, 2, 4, 5, 14, 23, 24, 25, 32, 33) a szentpétervári történeti levéltárban, innen tudjuk, hogy pontosan hogyan nézett ki a lap, amelynek összesen 39 száma jelent meg. A korábban megjelent, szintén észt nyelvű Lühhike öppetus műfaji besorolásával kapcsolatos viták miatt egyes vélemények szerint a valójában a Näddali-Leht az első észt nyelvű lap.

## Fordítás
- Ez a szócikk részben vagy egészben  a   Tarto maa rahwa Näddali-Leht című észt Wikipédia-szócikk ezen változatának fordításán alapul.  Az eredeti cikk szerkesztőit annak laptörténete sorolja fel. Ez a jelzés csupán a megfogalmazás eredetét és a szerzői jogokat jelzi, nem szolgál a cikkben szereplő információk forrásmegjelöléseként.